# Bitva v Doverské úžině
Bitva v Doverské úžině se odehrávala mezi dny 22. července až 24. července roku 1588. V těchto dnech došlo k hlavnímu střetu, bitva však pokračovala ještě po několik následujících dní. Byla to jedna z prvních větších bitev Anglo-španělské války (1585–1604). Šlo o velkou námořní bitvu, ve které početně silnější španělská flotila, zvaná Armada, čítající přes 130 lodí, podlehla početně slabší anglické flotile.

## Velitelé
Hlavním velitel španělské flotily byl v této bitvě admirál Alons Perez de Guezman, vévoda z Mediny-Sidonie. Nebyl však příliš zkušeným velitelem, což jistě z části zavinilo porážku Španělů. Proti němu stál admirál lord Charless Howard z Effinghamu, za podpory tří zkušených kapitánů – sira Francise Drake, sira Waltera Raleigha a sira Waltera Fribishera.

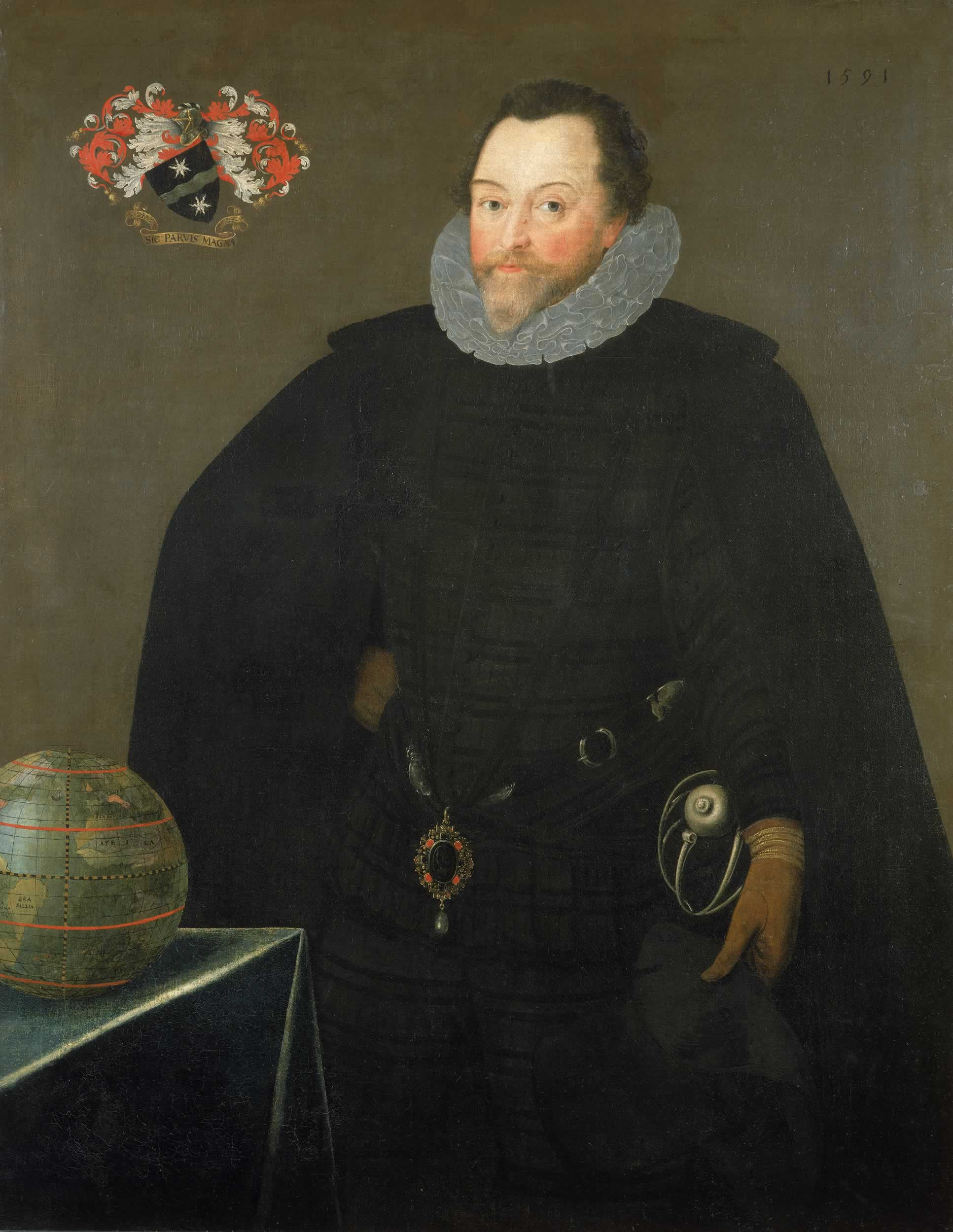
Sir Francis Drake

## Příčiny bitvy
Cílem španělského krále Filipa II. bylo dobýt Anglii. Lodě vypluly z Lisabonu a na flanderském pobřeží měly, podle plánu, vzít na palubu invazní armádu Alessandra Farnese. Nepřetržité výpady Angličanů však tyto úmysly zcela zhatily.

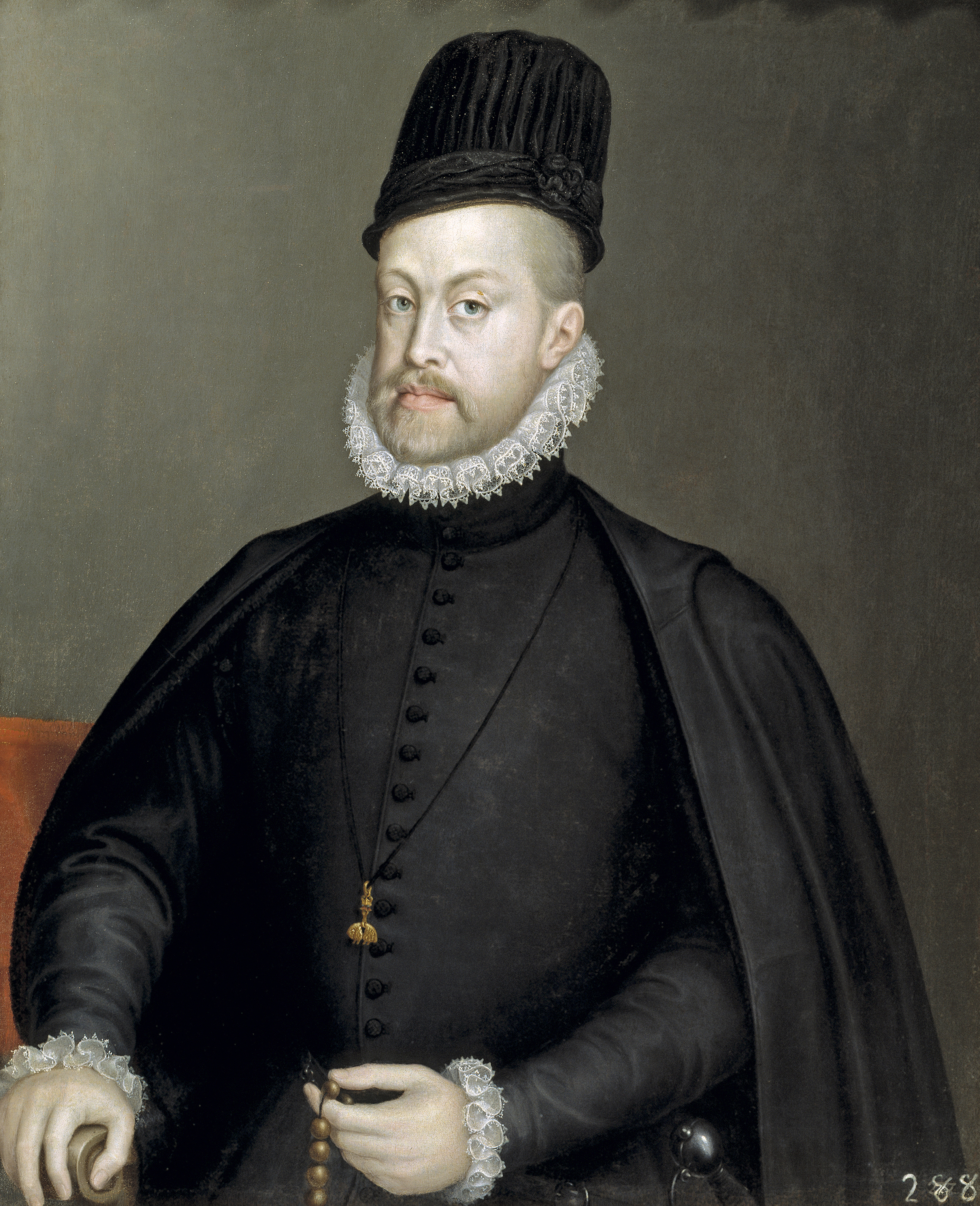
Filip II.

## Hlavní boje
Hlavní boje probíhaly během dvou dnů. Španělská flotila, ač početnější, utrpěla výrazně vyšší ztráty, nežli anglická strana. Ztráty však nebyly natolik vysoké, aby donutily flotilu Španělů k útěku či kapitulaci. Největší výhodou v bojích se pro Angličany ukázaly jejich válečné lodě, které byly oproti španělským galeonám menší, avšak mnohem obratnější a pohyblivější. Také výzbroj se u Angličanů ukázala jako lepší. Další nespornou výhodou se ukázala být blízkost domácích přístavů.

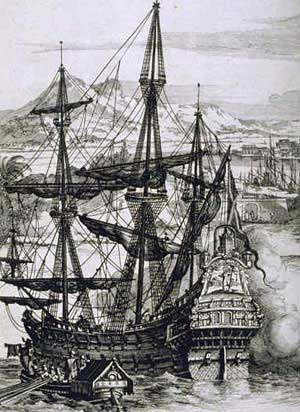
Kresba dobové galeony od Albrechta Dürera

## Rozhodnutí bitvy
Bitva skončila, když pomalu, pod náporem přesily, ustupující anglické loďstvo dospělo k přístavnímu městu Calais. Pod rouškou tmy se podařil Angličanům prudký výpad, při kterém se jim díky silnému větru podařilo podpálit a následně potopit mnoho španělských lodí. Po tomto zásahu se španělské síly daly na ústup. Angličané zahájili pronásledování prchajících lodí. K dalším velkým bojům, však již nedošlo.

## Přírodní vlivy
Velikou rolí se na této námořní bitvě podílelo také počasí. Silné bouře, které překvapily španělskou flotilu, zničily údajně stejné množství lodí, kolik si vyžádaly tvrdé boje s Angličany. Nakonec však silný a nenadálý jihovýchodní vítr umožnil troskám španělských sil prchnout do Severního moře a uniknout tak pronásledování, které bylo po bitvě zahájeno.